# Jemen
Republika Jemen (arabsko الجمهورية اليمنية, latinizirano: al-Ǧumhūriyya al-Yamaniyya) je država na jugozahodu Arabskega polotoka. Glavno mesto je Sana. Na severu meji na Saudovo Arabijo, na vzhodu na Oman, na jugu na Arabsko morje in Adenski zaliv ter na zahodu na Rdeče morje.
Od leta 2011 vladata v Jemnu politična kriza in od 2014 državljanska vojna, v kateri se za oblast bori več političnih teles, med njimi mednarodno priznana vlada, uporniški hutijski Vrhovni politični svet in separatistični Južni prehodni svet. Posledica konflikta je obsežna humanitarna kriza: po podatkih Združenih narodov je Jemen država z največjim številom ljudi, ki potrebujejo humanitarno pomoč – okoli 24 milijoni – je ena najmanj razvitih držav na svetu in ima najnižji indeks človekovega razvoja med neafriškimi državami.

## Etimologija
Zaradi zelo ugodne geografske lege in s tem povezanih življenjskih pogojev so antični pisci deželo poimenovali Arabia felix - Srečna Arabija. Po arabskem izročilu naj bi beseda Jemen izšla iz besede Al-Yumn, v prevodu blaginja in sreča. Drugi pravijo, da Al Yaman izvira iz besede yamanan, kar naj bi pomenilo deželo, ki leži južno od Meke. In še tretji, ki pravijo, da ime dežele izhaja iz besede yumna - desna stran od Meke ali božje hiše Kaabe.

## Geografija
Jemna se drži vzdevek "Zelena streha Arabije". Ima zelo razgibano površje, ki ga deli na več zelo različnih podnebnih pasov. Priobalni pas je bolj puščavski. Na zahodu države se razprostira okoli 200 km široko in do 3000 m visoko gorovje - Jemensko višavje. Na severovzhodu je polpuščavsko območje in Velika arabska puščava. Na vzhodu pa je tako imenovana vzhodna planota z velikimi vadiji. Del Jemna so tudi otoki z največjim otokom Sokotra.
Priobalna puščavska ravnina se deli na dva dela. Ob Rdečem morju leži približno 60 km široka Tihama, ki po tipu naselij spominja na Etiopijo ali Sudan. Ob Indijskem oceanu pa je pas precej ožji, tudi le nekaj kilometrov. To je prava puščava, kjer pade le 50 mm padavin na leto.
Jemensko višavje leži v smeri sever-jug od meje s Saudovo Arabijo do Adna v dolžini 500 km in poprečni širini 150 km. Najvišji vrh Džabal an Nabi Šu'ajb je visok 3760 m. Pod vplivom monsuna pade od 400 do 1000 mm padavin. To je najrodovitnejši del Jemna. Do višine 1500 m raste tropsko sadje (papaje, banane), kava in agrumi do 2200 m, dalje krompir in drugo sadje. Hribovje je popolnoma terasasto obdelano, izkoriščen je vsak košček zemlje. Osrednji del višavja se hitro spušča proti morju oziroma Adnu.
Jemensko višavje je nastalo kot posledica dviga roba afro-arabske plošče, tanjšanjem litosfere in nastankom do 4000 m debelih miocensko-pleistocenskih odkladnin v Tihami. V osrednjem delu višavja je nekaj kotlin na nadmorski višini med 1800 in 2400 m, kjer so nastala največja jemenska mesta (Sada, Ibb, Taiz, Dhamar) vključno z glavnim mestom Sana.
Proti vzhodu se višavje zelo razširi in je povsem druge geološke sestave. Kamnine so predkambrijske starosti (gnajsi, graniti). Samo mesto Aden na primer leži v ugaslem vulkanskem kraterju.
Vzhodno polpuščavsko območje in Velika arabska puščava je pokrajina, ki jo padavine praktično ne dosežejo, saj leži v padavinski senci gorovja. Na zahodu se razprostira velik tektonski jarek, vzhodno od mesta Marib pa se že začenja puščava na nadmorski višini okoli 1300 m. Prevladujejo sipine, puhlica in druge usedline. Velika Arabska puščava je v celoti velika 650.000 km² in leži v Jemnu, Saudovi Arabiji, Omanu in Združenih arabskih emiratih. Nastanek te puščave je povezan s subtropskim pasom visokega zračnega tlaka, ki praktično ne prinaša padavin.
Vzhodne planote se na okoli 100.000 km² razprostirajo na jugovzhodu Jemna. V osnovi je to puščava, ki je prekrila debele mezozojske plasti apnenca in peščenjaka. Planota je visoka od 1300 do 2000 m in se zniža na 600 m proti Veliki Arabski puščavi. V geološki preteklosti je bilo tukaj precej padavin, zato so nastale globoke rečne doline imenovane vadi.
Vadi Hadramaut je največja suha rečna dolina. Dolga je 450 km, široka med 700 m in največ 12 km in globoka do 300 m. Dno je na nadmorski višini okoli 700 m. Vadi je gosto poseljen, tukaj živi okoli 200.000 prebivalcev. Ker je talna voda blizu površja, polja intenzivno namakajo, zato je zelo rodovitna. Iz tega vadija se širi mreža manjših rečnih dolin, med njimi je najbolj znan vadi Doan.
Posebna geografska enota so otoki. Vseh je 130 od tega jih je 112 v Rdečem morju. Večinoma so vulkanskega nastanka in pretežno iz bazalta. Omeniti je potrebno otok Kamaran, saj je bila v času imamata tukaj britanska pomorska baza. Najpomembnejši arhipelag leži 380 km od obale v Adenskem zalivu. To je Sokotra, ki meri 3625 km² in še trije manjši otoki. Sokotra je nastala pred približno 6 milijoni let in je do pred kratkim ostala fizično izolirana. Na njej se je zato razvila edinstvena favna in flora.
Še nekaj statističnih podatkov:
- dolžina državne meje je 1746 km od tega z: Omanom 288 km, Saudovo Arabijo 1458 km
- obale je 1906 km
- raba zemljišč (stanje 2005): njive 2,91 %, trajni nasadi 0,25 %, drugo 96,84 %
- namakanih zemljišč je (stanje 2003): 6800 km²

Nevarnost naravnih nesreč predstavljajo peščeni viharji in prašne nevihte poleti. V Sani sta prah in pesek v zraku vsakodnevna mora prebivalcev.
Vulkanska aktivnost je omejena na Džebel na Tair, ki je otok v Rdečem morju in je nazadnje bruhal v letu 2007, drugi aktivni vulkani so Harra za Arhab, Harras za Dhamar, Harra es-Sawad in Jebel Zubair, čeprav mnogi med njimi niso bruhali zadnjih sto let.
Tekočih voda kot tudi jezer v Jemnu praktično ni. Z zajezitvijo doline je nastalo umetno jezero pri Maribu. Ob deževju se v vadijih lahko pojavijo hudourne vode.

## Zgodovina
Jemen je eno najstarejše naseljenih območij na svetu, saj so kamnita orodja iz paleolitika ( izpred 40.000 let) našli ob ožini Bab al-Mandab. Za zadnja tri tisočletja pa obstajajo pisni viri.
Zgodovino Jemna zgodovinarji delijo na štiri obdobja:

### Predislamsko obdobje (1000 pr. n. št. do 6. stol. n. št.)
Prva civilizacija je na območju današnjega Jemna nastala več kot 1000 let pred našim štetjem. To je čas velikih kraljestev, ki so obstajala v velikih oazah in rodovitnih dolinah. Prek njih je potekala tudi trgovska pot imenovana pot kadil in dišav, saj tukaj rasteta drevesni vrsti commiphora ali mira in boswellia sacra ali frankincense, ki dajeta smolo, ki se posušena uporablja za kadilo.
Med kraljestvi ob trgovski poti (Pot kadila), je bilo najpomembnejšo Sabsko kraljestvo, ki je obstajalo 14. stoletij od leta 1000 pr.n.št. dalje. Omenjeno je že v stari zavezi, ko je kraljica Bilkis v 10. stol. pr. n. št. obiskala kralja Salomona. Sedež je bil najprej v kraju Sirwah, kasneje pa v Maribu. Kraljestvo je uspevalo tudi zaradi namakalnega sistema, ki ga je omogočal znameniti jez v Maribu, zgrajen v 8. st.pr.n.št. in je bil v uporabi več kot 1000 let.
Še druga kraljestva pa so bila: Najran, Aswan, Kataban ter nekoliko izven poti ob ožini Bab al Mandab pa kraljestvo Himjar. Slednji so tudi krivi za zaton Sabejcev ker so odprli pomorske poti, kopenska trgovska pot pa je zamrla.
To območje so neuspešno poskušali osvojiti tudi Rimljani med letoma 24 in 25 pr. n. št. V 2. st.n.št. je zasedba za nekaj deset let uspela Etiopijcem. Okoli leta 190 n. št.so jih pregnali Himjariti. Etiopijci so ponovno zasedli del ozemlja leta 525. V 4. in 5. stoletju je prihajalo z misijonarji na to območje krščanstvo, vladajoči sloji prevzamejo monoteistično vero, stari bogovi iz časov Sabe so pozabljeni. Za konec Sabejskega kraljestva se šteje leto 570, ko se poruši maribski jez in se prebivalci razselijo po južnem delu arabskega polotoka.

### Islamski Jemen (od 7. stol. n. št. do leta 1507)
Himjaritom v boju proti Etiopijcem pomagajo Perzijci, ki nato vladajo nekaj desetletij. Leta 628 perzijski guverner Jemna prevzame muslimansko vero in v kratkem času ta tudi prevlada ljudstvu. Prve mošeje so bile zgrajene v Sani in Zabidu še za časa Mohamedovega življenja. Ko se središče islama preseli v Damask in kasneje v Bagdad, začne Jemen izgubljati pomembnost in postane ena od provinc velikega islamskega imperija. V tem obdobju so bila na območju današnjega Jemna naslednja kraljestva:
- Zijadidi (818–1018) so naseljevali območje južne Tihame, center so imeli v Zabidu, ki je bilo že tedaj mesto učenosti s svojo univerzo.
- Zajdi (897–1962) so zasedali severni del. To je bila organizirana in stabilna država in je obstajala kot Severni Jemen vse do revolucije 1962, ko so ubili zadnjega zajdskega imama Ahmada.
- Nadžahidi in Sulajhidi (1012–1138) so vladali Tihami po zatonu Zijadidov. Dinastija Nadžahidov je vladala okoli Zabida, v goratem predelu pa ismailska dinastija Sulajhidov z najpomembnejšo kraljico Arwe, ki je vladala v Jibli.
- Ajubidi (1173–1228), egipčanska dinastija, vlada na jugu današnjega Jemna po zatonu Nadžahidov in Sulajhidov.
- Rasulidi (1228–1454), napredna dinastija, oblikuje državo s sedežem v Taizzu. Vladajo večjemu delu Jemna od Hadramauta do Meke. To je čas napredka na področju arhitekture, znanosti in poljedelstva.
- Tahiridi in Katiridi (1454 - 1517) na vzhodu zamenjajo Rasulide in obvladujejo karavanske poti. Država Katiridov obstaja do revolucije na jugu leta 1967.

### Čas kolonializma (od leta 1507 dalje)
Tujci so začeli vdirati na ozemlje današnjega Jemna že v 16. stoletju.
Leta 1507 Portugalci zavzamejo otok Sokotra.
Mameluki (egipčanski vladarji) skupaj s Turki poskušajo zaščiti svoje interese v južni Arabiji, leta 1517 pa jih Osmani okupirajo. Prva Osmanska okupacija je trajala do leta 1636, ko so zajdski imami osvobodili ozemlje do Hadramauta na vzhodu in Asirja na severu. V času okupacije se je razvila trgovina s kavo. Ko so leta 1740 sadike kave pretihotapili v druge dežele, je trgovina upadla. Zajdi so se spopadali z zunanjimi in notranjimi sovražniki. Na jugu je sultan iz Lahija (pokrajina severno od Adna) osvobodil del ozemlja, ki je postalo prednica države Južni Jemen.
V 19. stoletju, natančneje leta 1839 zavzamejo pristanišče Aden Angleži. Mestu vlada angleški radža iz Indije. Angleži sklenejo pogodbe z lokalnimi šejki 20-h državic, ki tvorijo Arabski protektorat Združenega kraljestva do leta 1967.
Leta 1849 se na območje Jemna ponovno vrnejo Turki, ki svojo moč v regiji okrepijo po odprtju Sueškega prekopa (1869). Turki nikoli niso zavzeli gorskih utrdb, saj so se lokalni šejki močno upirali. Leta 1905 se je oblikovala meja med območjem, ki so ga obvladovali Angleži, ki je kasneje sovpadala z mejo med severnim in južnim Jemnom. Turki so ostali do leta 1919.
Leta 1904 se prične upor Zajdov, ki porazi turško vojsko. Po nekajletnem upiranju, so leta 1911 Zajdi, pod vodstvom imama Yahye, dobili avtonomijo v jemenskem hribovju. Turki so se dokončno umaknili iz Jemna leta 1919, ko je po 1. svetovni vojni razpadel Osmanski imperij.

### Jemenski imamat in nastanek dveh Jemnov (1948 do 1990)
Imam Yahyo je bil leta 1948 ubit, nasledil ga je sin Ahmad, ki prestavi prestolnico države iz Sane v Taizz in začne odpirati državo tujcem, da bi pospešil razvoj. V začetku 60 let je bil Jemen najbolj srednjeveška država na svetu. Ni bilo tlakovanih cest, tovarn, zdravnikov, šol razen koranskih, nobene zakonodaje razen širiatskega prava.
Tudi imama Ahmeda v atentatu leta 1962 ubijejo. Skupina vojaških oficirjev izvede državni udar in ustanovi Jemensko Arabsko republiko - YAR. Ahmadov sin Muhammad al Badr začne državljansko vojno med republikanci in rojalisti, ki se je končala leta 1970 z izgonom imama.
Upore proti britanski nadvladi na jugu je vzpodbudila revolucija na severu. Britanci so se 1967 leta umaknili in 30.11.1967 je bila razglašena Ljudska demokratična republika Jemen - PDRY. Nova država se je znašla v težavnem položaju po zaprtju Sueškega prekopa. Država ni bila sposobna preživeti, dobila je podporo komunističnih držav, še posebej Sovjetske zveze, Kitajske in Vzhodne Nemčije.
Obe neodvisni državi sta se morali zanašati na tujo pomoč, če sta hoteli napredovati.
Leta 1978 je na severu postal predsednik Ali Abdullah Saleh, ki je bil kasneje izvoljen še dvakrat. Država je bila stabilna in je napredovala. Ko je konec osemdesetih razpadla Sovjetska zveza, je bila pomoč južnemu Jemnu v trenutku ustavljena, kar je pomenilo bankrot države, ki se je po pomoč obrnila na severno sosedo YAR.
Na delu, kjer je bila meja med jemenskima državama neoznačena so našli nafto. To je bil še dodaten razlog, da sta se predsednika dveh Jemnov odločila za združitev, kljub nasprotovanju verskih elit s severa.

### Združeni Jemen (1990 do danes)
22. maja 1990 je bila razglašena Republika Jemen. Sana je postala politična, Aden pa ekonomska prestolnica. Tudi nova država je imela težave, med vladajočimi strankami in plemeni so bila nenehna trenja. V sporu sta bila tudi predsednik in podpredsednik, razmere so zaostrovali beduini. Jemensko vodstvo ni bilo pripravljeno na demokracijo, tudi vojska je bila razdeljena na dva tabora. Tako je leta 1994 prišlo do 70 dnevne državljanske vojne, ki se je končala z zatrtjem upora na jugu. Do pomladi leta 2012 je državo vodil predsednik Saleh, ki so mu očitali neučinkovitost in slab ekonomski razvoj. Še vedno so problem beduini in neposlušna plemena Marib in Al Jawf.

## Religija
Preden so prebivalci današnjega Jemna prevzeli muslimansko vero so verovali v različne bogove: Sonca, Lune, Venere, skoraj vsako pleme je imelo svoje bogove. Vsa kraljestva ob karavanski poti so imela enak panteon, ki je temeljil na zvezdnem sistemu. Glavni je bil bog Lune Almakah s simboloma kozorogom in bikom, povezan je bil z uničenjem, dežjem, poplavami. Pri Sabejcih je bila druga boginja Sonca Dat Himjan, tudi Dat badan ali Šamsa.
Muslimansko vero je kot prvi leta 628 sprejel perzijski guverner mesta Sane, Badhan. Istega leta odpotujeta v Medino poglavarja dveh velikih plemen in tudi prevzameta novo vero in jo širita na svojem območju. Jemenčani so najstarejši muslimanski narod. Prerok Mohamed je bil Jemnu zelo naklonjen in je dal zgraditi prve mošeje. V letih od 628 do 630 so tako, po vzoru iz Medine, zgradili tri mošeje: v Sani, Zabidu in blizu Taizza. Jemenski trgovci so vero širili vse do daljnega vzhoda. Posebej močna je bila vera v pokrajini Hadramaut. V mestu Tarim, ki je še danes pomemben center poučevanja muslimanske doktrine sunitizma - šafaizma, je bilo včasih 300 mošej. Muslimanska vera je v Jemnu ostala nespremenjena skoraj 14 stoletij. Danes velja Jemen v smislu predanosti, za eno najčistejših muslimanskih dežel. Vera oblikuje duhovnost Jemencev, prisotna je v vsakodnevnem življenju skupnosti in posameznika.
V Jemnu danes živi: 60 % sunitskih muslimanov - šafaistov, 39 % šiitskih muslimanov - zajdov in 1% šiitskih muslimanov - ismailcev. Verske manjšine so judje, kristjani ter hindujci.

## Prebivalstvo
V Jemnu živi 24.771.809 prebivalcev (julij 2012). Uradni jezik je arabščina. Pretežno so arabske narodnosti, Afro-Arabci, južnoazijski in Evropejci. V Jemnu živi uradno okoli 100.000 beguncev iz Somalije, neuradno pa jih je mnogo več.
Starostna struktura: 0–14 let 43 %, 15-64 let 54,4 %, 65 in več let 2,6 %. Prebivalstvo narašča po 2,575 % stopnji. Nataliteta znaša 32,57 rojstev / 1000 prebivalcev, kar Jemen uvršča na 33 mesto na svetu. Poprečna življenjska doba je 64,11 let (moški 62,05 let, ženske 66,26 let). Od vseh prebivalcev, jih v mestih živi 32 %, od tega v glavnem mestu Sana 2.229.000 (stanje 2009). Ženske rodijo 4,45 otroka. Za zdravstvo namenijo 5,6 % BDP in imajo 0,3 zdravnike / 1000 prebivalcev (2009). Premožnejši Jemenci hodijo na zdravljenje v tujino. Izdatki za izobraževanje znašajo 5,2% BDP (2008). 50,2 % starejših od 15 let zna brati in pisati, je pa pismenost v zadnjih letih v porastu. Izobraževanje na osnovni stopnji traja 9 let. Sicer pa se moški v poprečju izobražujejo 11 let, ženske pa 7 let. Šole so ločene za dečke in deklice.
Jemenski Arabci so razdeljeni v razne etnične in družbene skupnosti. Najvišje položaje v družbi zasedajo Zaiditi, za njimi so pripadniki plemen, ki jih je naveč, sledijo ljudje, ki opravljajo manj cenjene poklice (brivci, mesarji), na dnu so hlapci in služabniki. Plemenska ureditev je temelj jemenske družbe. Plemen je na stotine in se združujejo v plemenske zveze. Najvplivnejša je Hašid, ki tudi zagotavlja voditeljski kader v državi. Plemenska struktura je na severu države precej močnejša kot na jugu.
Osnovna celica družbe je družina (ajla), ki je precej številčna. Koran moškemu dovoljuje 4 žene pod pogojem, da jih je sposoben preživljati. V revnem Jemnu to torej ni pogost pojav. Družina živi v sklopu tako imenovane razširjene družine (bajt - v pomenu hiša), zato so hiše v Jemnu zelo velike (visoke). V hiši živi gospodar z ženo (ženami), sinovi in njihovimi ženami in njihovimi otroki. Še večja celica pa je pleme (kabila). V Jemnu so zato pogosta imena naselij, ki se začnejo s "sinovi (bani) od tega" (Bani Husayn, Bani Matar in podobno).
V zgodovini so se znotraj plemen razvili razni običaji in noše. Med seboj se ločijo po vzorcu fute (moškega krila), po obliki tulca džambije (tradicionalnega zakrivljenega noža) ali po načinu zavezovanja naglavne rute ali šala. Vsako pleme izvoli poglavarja - šejka, ki rešuje spore in po potrebi vodi vojsko proti drugim plemenom. Ženske so oblečene v črno in zakrite.
Prebivalci puščave so beduini. So nomadska plemena in živijo v šotorih. Imajo radi svobodo, so previdni, verni a gostoljubni. Odkar so na njihovem teritoriju odkrili nafto, se borijo za svoj delež pogače. Svojo pravico skušajo doseči tudi z orožjem, ugrabljanjem tujcev in uničevanjem naftovoda, ki teče proti Rdečemu morju. Zadnje čase se preživljajo tudi s turizmom, saj vstop v puščavo ni mogoč brez njihovega vodstva. Država jim skuša pomagati tudi z gradnjo šol in stalnih bivališč, česar pa še niso sprejeli.

## Politična in upravna ureditev
Jemen je republika. Glavno mesto je Sana, ekonomsko središče pa je Aden. Državni praznik praznujejo 22. maja v počastitev združitve obeh Jemnov v enotno državo. Ustavo so sprejeli 16. maja 1991, prvič spremenili 29. septembra 1994 in nazadnje februarja 2001. Pravni sistem je mešanica islamskega prava, angleškega splošnega prava in običajnega prava. Splošno volilno pravico imajo državljani starejši od 18 let. Izvršilna veja oblasti so: predsednik Abd Rabuh Mansur Hadi (feldmaršal) (od 25. februarja 2012); podpredsednik (prosto); vlado vodi premier Main Abdulmalik Said (od 18. oktobra 2018). Zakonodajno vejo oblasti tvorita dva domova: Shura - svet - (111 sedežev - članov, ki jih imenuje predsednik) in predstavniški dom (301 sedežev; člani so izvoljeni na splošnih volitvah za en mandat, ki traja 6 let). Zadnje volitve so bile 27. aprila 2003 (predvidene za april 2009 so preložili za dve leti). Za pravosodno oblast skrbi Vrhovno sodišče. Imajo več političnih strank in skupin. Jemen je članica mnogih mednarodnih organizacij: AFESD, AMF, CAEU, FAO, G-77, IAEA, MBOR, ICAO, ICRM, IDA, IDB, IFAD, IFC, IFRCS, ILO, IMF, IMO, IMSO, Interpol, IOC, IOM, IPU, ISO, ITSO, ITU, ITUC, LAS, MIGA, MINURSO, MONUSCO, NAM, OAS (opazovalec), OIC, OPCW, ZN UNAMID, UNCTAD, UNESCO, UNHCR, UNIDO, UNISFA, UNMIL, UNMIS, UNOCI, UNWTO, UPU, WCO, WFTU , WHO, intelektualno lastnino, WMO, Svetovna trgovinska organizacija (opazovalec).

### Administrativna delitev
Jemen je od februarja 2004 razdeljen na 20 pokrajin (muhafazat, ednina - muhafazah) in eno mestno občino "Amanat Al-Asemah" (z glavnim mestom Sana).. Pokrajine so razdeljene na 333 okrožij (muderiah), ki se še naprej delijo na 2.210 občine, te pa na 38.284 vasi (podatek 2001). Leta 2014 je ustavni svet odločil, da razdeli državo v šest regij: štiri na severu, dve na jugu in glavno mesto Sana izven teh, kar ustvarja federalistični model upravljanja.
1. Sada
2. Al Jawf
3. Hadramaut
4. Al Mahrah
5. Hajjah
6. 'Amran
7. Al Mahwit
8. Amanat Al Asimah (Sana)
9. Sana
10. Marib
11. Al Hudaydah
12. Raymah
13. Dhamar
14. Ibb
15. Ad Dali'
16. Al Bayda'
17. Šabva
18. Taizz
19. Lahij
20. Abyan
21. Aden
22. Sokotra[6]

Arabsko govoreči Jemenci so še vedno močno povezani v tradicionalni plemenski sistem.

## Gospodarstvo
Jemen je ena najrevnejših držav na svetu. Po letu 1990, ko so odkrili nafto, je gospodarstvo začelo napredovati, vendar je močno odvisno od svetovnih cen te surovine. Nafta predstavlja približno 25% BDP in 70% prihodkov. Jemen je leta 2002 prejel veliko mednarodne finančne pomoči, a je koruptivnost in politična neenotnost precej izničila učinke. Ponovno je bila pomoč odobrena leta 2006 z namenom spremeniti strukturo gospodarstva, da bi zmanjšali odvisnost od nafte. V oktobru 2009 je Jemen tako prvič izvozil zemeljski plin. V januarju 2010 je mednarodna skupnost podprla prizadevanja Jemna v smeri gospodarskih in političnih reform, MDS je v avgustu 2010 v ta namen odobril 370.000.000 USD za triletni program sanacije gospodarstva. Kljub vsem prizadevanjem se Jemen vse bolj sooča s težavami, vključno z upadanjem vodnih virov in visoko stopnjo rasti prebivalstva.
Drugi naravni viri so še kamena sol, marmor, premog, baker, zlato in nikelj. Od industrije je treba omeniti še tekstilno, plastično, živilsko-predelovalno, nekaj je cementarn, predelava alumijija, popravlilo ladij, pomembna je obrt vseh vrst. Jemen proizvede dovolj elektrike zase.
Večina prebivalstva živi od kmetijstva in živinorejstva ter ribištva, v mestih je prisotna storitvena dejavnost in trgovina. Glavni kmetijski pridelki so žito, sadje, zelenjava, kat, kava in bombaž, vzreja živali sloni na ovcah, kozah, perutnini, delno kravah in kamelah.
Nekaj statističnih podatkov o stanju v državi:
- Aktivno prebivalstvo (2011): 7,03 milijona
- Stopnja brezposelnosti (2003): 35 %
- Delež kmetijtva v BDP 2011: 7,9 %; industrije 42,2 %; Storitve 49,9 %
- BDP (po kupni moči 2011): 5871 milijarde USD
- BDP (nominalno 2011): 33,68 milijarde USD
- BDP (po kupni moči na prebivalca 2011): 2300 USD
- Stopnja inflacije (2011): 20 %
- Prebivalstvo pod mejo revščine (2003): 45,2 %
- Državni proračun - dohodki 2011: 7,304 milijarde USD
- Državni proračun - odohodki 2011: 10,62 milijarde USD
- Višina zunanjega dolga 2011: 37,2 % BDP
- Uvaža:hrano, žive živali, stroje, kemikalije, polizdelke in izdelke za široko porabo
- Izvaža v naslednje države (2011): Kitajska 27,3%, Tajska 12,4%, Indija 10,9%, Južna Koreja 9,8%, na Japonsko 5,6%, v ZDA 5,4%, Južna Afrika 4,5%, Združeni arabski emirati 4,3%.

### Prometna infrastruktura
Najpomembnejše gospodarsko, prometno in trgovsko mesto v Jemnu je Aden in celoten zahodni višavski del z večino večjih mest in prebivalcev. Zato je cestna infrastruktura skoncentrirana prav v tem območju. Sicer je v državi 71.300 km cest od tega je asfaltiranih samo 6500 km (stanje 2005) glavnih cest. V zadnjih letih je kar precej prometnic zgrajenih na novo s pomočjo Svetovne banke, predvsem v obalnem območju. Javni prevoz je zelo slabo razvit, po deželi se vidijo praktično le turistični avtobusi.
Železniškega omrežja Jemen nima.
Jemen ima tudi štiri mednarodna letališče v Sani, Hodaida (Al-Hudayda), Taiz, Aden ostala so za notranji promet: Mukala-Ar Riyan (Al-Mukalla) in Sokotra. Nacionalni letalski prevoznik Yemenia Air.
Poleg pristanišča v Adnu so še v Hodaidi, Moki (Al-Mukha), Bir'Ali-ju, Mukali in Al-Ghaydah. Pristanišče Ras Isa je namenjeno samo izvozu nafte.

### Kat
Gojenje grma kat (Catha edulis - neke vrste droga) je v zadnjih letih izrinilo iz polj številne tradicionalne kmetijske proizvode tako, da je odvisnosti od uvoza hrane vse večja. Leta 1990 so kat gojili že na polovici razpoložljivih kmetijskih površin. Za kat gre zelo velik del družinskega dohodka, saj je obred žvečenja prisoten pri večini ljudi, predvsem seveda moških, pa tudi ženske in otroci niso izjema. Cena kata je zelo spremenljiva in se oblikuje dnevno na tržnici, saj ga je potrebno kupovati svežega vsak dan. Poseben problem predstavlja transport v oddaljenejše kraje, ker kat raste samo v zahodnme višavju, na trg pa mora priti vsak dan svež oziroma star največ do 48 ur. Poleg vpliva na produktivnost ljudi, ki jim je že zjutraj največja skrb kako priti do kata za popoldansko žvečenje, se za gojenje porabi veliko vode za namakanje polj. Kat se žveči po kosilu, ki je glavni obrok dneva. Večinoma se to dogaja v zasebnih prostorih. Trgovci žvečijo kat v svojih trgovinah ali na stojnicah, vozniki in njihovi potniki v vozilih, delavci na svojih delovnih mestih. Žvečijo se samo mladi listi in poganjki. Zanimivo je, da žvečenje spodbuja družabnost, ljudje postanejo bolj zgovorni. Neudeležba pri žvečenju lahko pomenijo socialno izobčenje.
Podeželskemu prebivalstvu, ki je glavni proizvajalec kata, je to priložnost za večji zaslužek, kot pa ga dobijo za pridelavo drugih poljščin.
Kat je veliko več kot le droga, poživilo ali socialni problem. To je način življenja, ki nadzoruje življenje v Jemnu. Abdul Karim al-Razihi, znan jemenski pisatelj pravi: (Khalis, 1993a):.. "Kat ... je opij za naše ljudi, je zeleni Imam, ki vlada v naši republiki. Je ključ za vse in je v središču vseh naših družbenih dejavnosti. Je nerazložljiv in pojasni vse."
Kat je legalna droga tako v Jemnu kot še precej drugih državah kot so: Etiopija, Somalija, Džibuti in Kenija. Drugje po svetu je prepovedana.
Učinki na zdravje:
- takojšnji: povišana srčni utrip in krvni tlak, evforija, hiperaktivnost, zmanjšan apetit;
- dolgoročni: depresija, včasih halucinacije, zapoznele reakcije, povečano tveganje za miokardni infarkt, psihoza, ustni rak;

## Turizem
Zadnjih nekaj let postaja Jemen vse bolj zanimiv za turiste. S svojimi raznolikimi geografskimi območji (gore, puščava, obale) in zgodovinskimi kraji - tudi pod UNESC-ovo zaščito, je zelo atraktivna. Posebej zanimiva je arhitektura, ki se, gdlede na gradbeni material, zelo razlikuje od pokrajine do pokrajine.
Zanimivi so ogledi starega mestnega predela Sane, razvaline mesta Marib in jezu ter ostanki svetišč, mesto najstarejših "nebotičnikov", ki so zgrajeni iz opek iz blata - Šibam (Shibam), pa Tarim in Zabid ter še mnogo drugih. Nekaj je težav s slabo prometno infrastrukturo, nekaj je tudi strahu pred ugrabitvami, vendar je potovanje po deželi strogo pod kontrolo policije, vojske ali beduinov, ki nadzorujejo turiste na pogostih kontrolnih točkah in jih tudi ves čas osebno spremljajo.

### Svetovna dediščina
Med naravnimi in kulturnimi znamenitostmi Jemna so štiri mesta na seznamu Unescove svetovne dediščine.
Staro mesto Šibam v vadiju Hadhramaut, vpisano na Unescov seznam leta 1982. Šibam je bil prestolnica kraljestva Hadramaut. Ima vzdevek "puščavski Manhattan" zaradi svojih "nebotičnikov", zgrajenih z obogatenimi zidovi iz blata in slame. Mesto iz 16. stoletja je eno najstarejših primerov antičnega urbanega načrtovanja, ki temeljijo na načelu vertikalne gradnje. Znotraj obzidja je okoli 500 nebotičnikov višine do osem nadstropij ali 30 m. Večina zgradb je iz 16. stoletja. Nevarnost, ki preti mestu so vsakoletne poplave, ko sicer suho rečno strugo ob kateri leži mesto, napolnijo hudourne vode.
Starodavno Staro mesto Sana, na nadmorski višini več kot 2.100 m, je bilo naseljeno že pred več kot dvema tisočletjema in pol. Na Unescov seznam je bilo vpisano leta 1986. Sana je postala velik islamski center v 7. stoletju, ima 103 mošeje, 14 turških kopeli in več kot 6000 hiš zgrajenih pred 11. stoletjem. Hiše so zgrajene v stari tehniki, spodnji del iz kamna, zgornja nadstropja in sušenih opek iz blata, fasade okoli oken okrašene s posebno tehniko nanašanja sadre, zgornji deli oken - polrozete - pa so iz barvnega stekla v stilu vitraža. Znotraj obzidja so številni vrtovi, ki so omogočali Sani samozadostnost. Razen tlakovanih ulic, elektrike, vodovoda in kanalizacije, je še vse tako kot je bilo pred stoletji. Najimenitnejši v stari Sani je Suq al-Milh, trg, ki obsega 40 specializiranih manjših tržnic (suq): za pohištvo, kovači, jemenska oblačila, noži, čevlji, začimbe, zlatarne, ..... Tukaj so tudi preproste restavracije kjer strežejo lokalno hrano kot sta salto in kebab.
V bližini obale Rdečega morja je zgodovinsko belo mesto Zabid, vpisano na seznam leta 1993. Od 13. do 15. stoletja je bilo prestolnica rasulidske dinastije in je polno arheoloških in drugih zgodovinskih znamenitosti. Mesto je zgrajeno iz žganih opek in pobeljeno z belim ometom. Mesto je imelo pomembno vlogo pri izobraževanju zaradi univerze, ki je bila središče učenja za celoten arabski in islamski svet. V Zabidu se je izobraževalo preko 5000 učenjakov iz celotnega muslimanskega sveta. Poučevali so, poleg religije, predvsem naravoslovne vede (matematiko oz. algebro), slovnico, zgodovino in poezijo. V začetku 9. stoletja naj bi malo znani učenjak Al-Jaladi tukaj izumil algebro.
Najnovejši na seznamu svetovne dediščine je arhipelag Socotra, ki je bil vpisan julija 2008. Omenil ga je že Marco Polo v 13. stoletju. Ta majhen in osamljen arhipelag je sestavljen iz štirih otokov in otočkov, ki ležijo v Adenskem zalivu. Otočje ima bogato biotsko raznovrstnost. Na Sokotri se nahaja narodni park, ki zavzema 72,6 % površine otoka in sedem naravnih rezervatov s 2,5 % površine ter pet na drugih otočkih. V kulturno dediščino Socotre sodi tudi edinstveni jezik Soqotri.
- Stari in novi Šibam, med njima suha rečna struga
- Staro in sodobno na strehah Šibama
- Stara Sana
- Stara Sana s tržnicami
- Izkopanine v Zabidu - vidne so letnice posameznega dela zgradb
- Izdelava opek iz blata in slame

### Sokotra
Sokotra je navečji otok v arhipelagu štirih otokov v Adenskem zalivu. Meri 3625 km², drugi bistveno manjši otoki so Abd al Kuri, Samhah in Darsah.
Otok se je od afriške celine odcepil v miocenu pred 6 milijoni let in je del praceline Gondvane.
Na otoku prepoznamo štiri različne geografske enote: granitno gorovje Jabal Haghuer, ki se dviga na severnem delu takoj nad obalo z najvišim vrho 1526 m; apnenčasto planoto na nadmorski višini 300 do 700 m, ki pokriva magmatsko podlago; obalne ravnice na severu in jugu otoka; notranje kotline na zahodu in severu, ki sežeje do obale. Na obali najdemo klife, peščene plaže, lagune in koralne grebene.
Dolgotrajna izolacija je razlog za izjemno količino endemičnih ekosistemov in vrst, ki so drugje že izginile. V goratem delu je 200 samo rastlinskih endemitov, 150 ogroženih ali ranjljivih vrst, med njimi osem vrst kadila (bosvelija), zmajevec in kumarično drevo.
Na otokih je 37% od 825 rastlin, 90% plazilcev in 95% polžev ne živi nikjer drugje na svetu. To je dom 192 vrst ptic, 253 vrst koral, 730 vrst obalnih rib in 300 vrst rakov in jastogov, tukaj raste posebna vrsta aloje ter zmajevo drevo (Dracaena cinnabari).
Zmajevo drevo ima značilno dežnikasto obliko, v višino zraste do 10 m. Zanj je značilna svetlo rdeča smola, ki se uporablja v medicini ter kot barvilo, kadilo in olje za telo. Drevesni sok naj bi imel antiseptični učinek. Z njim so rane mazali že v času Rimljanov, omenjen je v germanskem mitu o Siegfriedu.
Drugo zanimivo je stekleničasto drevo. Ime je dobilo po zelo odebeljenm spodnjem delu debla, kjer je shranjena zaloga vode. Stekleničastih dreves je več vrst in redov (najbolj znan je baobab).
Na Sokotri je znana endemična sokotranska aloja (Aloe perryi), begonija (Begonia socotrana), kumarično drevo (Dendrosicyos socotrana) in druge.
Zanimiva je tudi zgodovina otočja. Otok so že pred Grki odkrili in poselili Indijci in ga imenovali Dvipa Sukhadana (v sanskrtu Otok blaženosti). Grki so ga imenovali Dioscorida iz česar je nastala Sokotra. Druga različica za nastanek imena izhaja iz poimenovanja smole zmajevca. Po arabskem geografu Jakutu al-Hamaviju so jo imenovali al-katir, otoku pa tržnica zmajevih dreves ali suk al-katir iz česar naj bi sledilo ime Sokotra. Za Feničane je bila Sokotra dom mitološkega feniksa, svete ptice. Do 1. stoletja je Sokotra slovela kot primer Utopije, srečne dežele (Thomas Moor, Utopija, 1516). V tem času naj bi otok obiskal tudi apostol Tomaž, prebivalce spreobrnil v krščansko vero, ki naj bi preživela 1500 let. Leta 1507 so se na Sokotri izkrcali Portugalci. Konec 16. stoletja so sultani iz Mare prebivalce spreobrnili v islam. Leta 1835 so za tri leta prišli Britanci, po tem pa so vladali sultani do ustanovtve Jemnov.
Danes se Sokotra počasi in kontrolirano odpira turizmu. V glavnem mestu Hadib živi 8500 prebivalcev, na celotnem otoku pa okoli 50.000.